# Гаришвили, Георгий Васильевич
Георгий (Гарри) Васильевич Гаришвили (груз. გიორგი (გარი) ვასილის ძე გარიშვილი; 1925—1989) — советский футболист, нападающий. Мастер спорта СССР (1950).

## Биография
Воспитанник грузинского футбола. Начинал свою карьеру в дубле тбилисского «Динамо». За основную команду выступал с 1949 по 1951 года. За это время Гаришвили становился бронзовым и серебряным призёром чемпионата СССР. В 1952 году играл в ивановском клубе «Красное Знамя», который в тот момент возглавлял известный грузинский тренер Андро Жордания. Также Гаришвили несколько лет выступал за тбилисский «Спартак».

## Достижения
Чемпионат СССР по футболу
- Серебряный призёр: 1951
- Бронзовый призёр: 1950.